# Хюстън (окръг, Минесота)
Окръг Хюстън (на английски: Houston County) е окръг в щата Минесота, Съединени американски щати. Площта му е 1474 km², а населението - 19 718 души (2000). Административен център е град Каледония.